# L1448 IRS3
L1448 IRS3 est un jeune système stellaire multiple composé d'au moins six protoétoiles. Il est situé dans la direction de la constellation du Bélier.
L1448 IRS3 est un système hiérarchique constitué de deux groupes de trois protoétoiles. Il est situé dans LDN 1448 et fait partie du plus grand nuage de Persée.

### Concernant spécifiquementL1448 IRS3 B
- (en) John J. Tobin et al., « A triple protostar system formed via fragmentation of a gravitationally unstable disk » [« Un système triple de protoétoiles formé par fragmentation d'un disque gravitationnellement instable »], Nature, vol. 538,‎ 27 octobre 2016, p. 483-486 (DOI 10.1038/nature20094, lire en ligne)Les co-auteurs de l'article sont, outre John J. Tobin, Kaitlin M. Kratter, Magnus V. Persson, Leslie W. Looney, Michael M. Dunham, Dominique Segura-Cox, Zhi-Yun Li, Claire J. Chandler, Sarah I. Sadavoy, Robert J. Harris, Carl Melis et Laura M. Pérez. L'article a été reçu par Nature le 7 juillet 2016, accepté le 14 septembre 2016 et publié en ligne le 26 octobre 2016.